# ヨッシ&ジャガー
『ヨッシ&ジャガー』（ヘブライ語: יוסי וג'אגר, 英: Yossi & Jagger）は、2002年に製作されたイスラエルの映画。エイタン・フォックス監督。
日本では2004年7月16日に第13回東京国際レズビアン&ゲイ映画祭で上映された。

## キャスト
- ヨッシ：オハド・クノラー（英語版、ヘブライ語版）
- ジャガー：イエーダ・レヴィ（英語版、ヘブライ語版）